# Laura Falcó Lara
Laura Falcó Lara   (Barcelona, 17 de març de 1969) és una editora i escriptora catalana.

## Biografia
Va estudiar Filologia Anglesa a la Universitat de Barcelona i va fer un màster en Direcció d'Empreses a ESADE. El 1995 va començar a treballar en el grup Editorial Planeta com a directora de màrqueting, per a després dirigir l'editorial Martínez Roca. El 2001 va passar a dirigir els segells Minotauro, Timun Mas i Libros Cúpula, i va crear els segells Esencia i Zenith. El 2014 va desenvolupar els projectes Planeta Gifts i Conference Office, i el 2015 es va fer càrrec del segell Luciérnaga. El juny de 2015 va passar a presidir Prisma Publicaciones, al Grupo Planeta. L'any 2018 va formar part del consell d'administració del Grupo Planeta.
Va col·laborar en els programes de 25 TV, Las Tardes de Pedro Riba i Tierra de sueños. També en el programa de ràdio Luces en la oscuridad de Gestiona Radio. Més tard es va unir a l'equip radiofònic de La rosa de los vientos d'Onda Cero i va col·laborar en el programa Hora punta de TVE. També va tenir un espai literari en el programa Levántate y Cárdenas d'Europa FM. És creadora i copresentadora amb Lorenzo Fernández Bueno d'El Colegio Invisible d'Onda Cero.
En l'àmbit audiovisual va participar com a assessora del documental Inesborrable, d'Ándale Producciones i és col·laboradora de la sèrie Extraterrestres. Ellos están entre nosotros emesa a DMAX.